# エキサイトスタジアム
エキサイトスタジアムはTBSラジオで放送されていた生放送のラジオ番組。
同局のプロ野球ナイター中継である「TBSラジオ エキサイトベースボール」がプロ野球シーズン終了に伴い放送されない関係で、オフの期間に放送されるプロ野球を中心としたスポーツ情報バラエティである。
同期間・時間帯の前身番組は初田啓介の激アツ!エキサイトベースボール!（2005年10月〜2006年3月） 
2006年10月2日から2007年3月まで放送。

## 放送時間
- 月曜日　18:00-19:00（上原浩治のエキサイトスタジアム）
- 火曜日～金曜日　17:50-19:00

## 特色
曜日替わりで現役のプロ野球選手がパーソナリティを務める。（詳しくは後述）

## 出演者
基本的には現役プロ野球選手1名と女性アナウンサー1名で進行される。しかし、金曜日については当初担当していた岡村アナが『みのもんたの朝ズバッ!』に起用され都合が付かなくなり、小笠原アナが進行することとなった（ただし、その後も岡村アナは都合が付いたときは出演することもあった）。
※選手名の右隣のカッコは所属球団名を示す
- 月　上原浩治（読売ジャイアンツ）・橋本清・岡村仁美
- 火　宮本慎也（東京ヤクルトスワローズ）・新井麻希
- 水　三浦大輔（横浜ベイスターズ）・白井京子
- 木　清水直行（千葉ロッテマリーンズ）・新井麻希
- 金　週替わり･岡村仁美(～10/27)・小笠原亘（10/27～）
  - 第1回　10/6 野村克也（東北楽天ゴールデンイーグルス監督）・川口和久
  - 第2回　10/13 橋本清・井端弘和（中日ドラゴンズ…電話出演）
  - 第3回　10/20
  - 第4回　10/27 片岡篤史（元阪神タイガース）・橋本清
  - 第5回　11/3
  - 第6回　11/10 炭谷銀仁朗・片岡易之・中村剛也（いずれも西武ライオンズキャンプ地の宮崎県日南市南郷町から）・青木真麻
  - 第7回　11/17 岩本勉・小笠原道大（北海道日本ハムファイターズ→読売ジャイアンツ）・久保田智子
  - 第8回　11/24 大家友和・佐藤文康（福岡出張中の小笠原アナに変わって）・新井麻希
  - 第9回　12/1 伊東勤（西武ライオンズ監督）・岡村仁美
  - 第10回 12/8 橋本清・片岡篤史（2度目）（他に清原和博・木戸克彦・福留孝介らが出演）
  - 第11回 12/15 橋本清・落合博満（中日ドラゴンズ監督・ただし橋本とのインタビューの録音を放送する形での出演）・新井麻希（小笠原アナは欠席）
  - 第12回 12/22 井端弘和（2度目、18:00から）・炭谷銀仁朗（井端が放送開始に間に合わなかったため、18:00まで）・久保田智子
  - 第13回 12/29 伊東勤・清原正博（17:50～18:00の短縮放送。翌日のKEIRINグランプリの話題を取り上げた。）

## 備考
- 11/10の放送で「これからブレイクするかもしれないアイドル」として当時無名だったPerfumeがチョコレイト･ディスコのプロモーションでゲストに来ていた。